# Kreis Schleswig
Der Kreis Schleswig war von 1867 bis 1974 ein Landkreis in der preußischen Provinz bzw. dem Bundesland Schleswig-Holstein.

## Geographie
Der Kreis lag im Norden Schleswig-Holsteins. Er grenzte Anfang 1974 im Uhrzeigersinn im Norden beginnend an die Kreise Flensburg-Land, Rendsburg-Eckernförde, Dithmarschen und Nordfriesland.

## Geschichte
In der nach dem Deutsch-Dänischen Krieg von 1864 entstandenen neuen preußischen Provinz Schleswig-Holstein wurden im Rahmen einer Verwaltungsstrukturreform zwanzig neue Kreise gebildet, die bis zur Kreisreform im Jahr 1970 in ihrer Grundstruktur erhalten blieben. Der Kreis Schleswig umfasste bei seiner Gründung die Städte Schleswig und Friedrichstadt, die Flecken Kappeln (1870 Stadt) und Arnis (1934 Stadt), das Amt Gottorf, die diesem seit 1853 untergeordneten oktroyierten Köge Börmerkoog und Meggerkoog, die seit 1853 ebenfalls dem Amt unterstehenden adeligen Güter sowie das Gut Dollrott und teilweise Toestorf, die Ländereien des St. Johannisklosters und die Landschaft Stapelholm. Der größte Teil des neuen Kreises Schleswig gehörte zum Istathesyssel. Hinzu kamen die Landschaft Stapelholm und das historische Krongut Fræzlæt.

### NS-Zeit
Ende November 1924 trat im Kreis Schleswig mit Ernst Graf zu Reventlow in einer vom örtlichen „Hypotheken- und Gläubigerverband“ einberufenen Versammlung in Schleswig erstmals ein prominentes NSDAP Parteimitglied auf.
Die NSDAP gründete ihre erste NSDAP-Ortsgruppe im Kreis Schleswig im März 1925. Zwei Jahre später, im Mai 1927, wurde sie, mit Tolk vereinigt, wiedergegründet.
In dem von der Landwirtschaft dominierten Kreis Schleswig gewann die NSDAP zahlreiche Anhänger. Bei der Reichstagswahl im September 1930 erreichte sie mit ihrer zielgerichteten Agrarkampagne im Kreis Schleswig mehr als ein Drittel der Stimmen. Am 5. März 1933 zählte Schleswig mit 69,9 % zu den Landkreisen mit den höchsten NSDAP-Anteilen in der Provinz. In den kleineren Landgemeinden betrug der Anteil oft mehr als 75 %. Der Anteil der NSDAP bei den Wahlen stieg von 4,2 % (4. Mai 1924) über 35,6 % (14. September 1930) und 70,2 % (31. September 1932) auf 95,6 % (7. November 1933).
Kristallisationspunkt der NSDAP im Kreis Schleswig war die wenige Kilometer östlich der Kreisstadt gelegene Landgemeinde Tolk. Hier existierte schon 1924 ein Stützpunkt der „Nationalsozialistischen Deutschen Arbeitsgemeinschaft“. Starken Zulauf erhielt die NSDAP auch in den westlich von Schleswig gelegenen Geestdörfern wie Groß Rheide, Klein Rheide, Börm, Klein Bennebek, Jagel sowie dem Amt Silberstedt. In Schuby soll Thomas Frahm als Ortsgruppenleiter ein wahres „Schreckensregiment“ ausgeübt haben. Der SA-Sturm IV/86, Kreis Schleswig, zählte 650 Mann an neun Orten.
Schon bei der Kommunalwahl im Dezember 1929 zogen fünf NS-Kandidaten mit 5.161 Stimmen in den Kreistag ein. Unter ihnen der Kreisleiter Joachim Meyer-Quade, ab 1932 SA-Oberführer und einer der führenden Nationalsozialisten der Provinz Schleswig-Holstein, und der spätere Flensburger Kreisleiter und Landrat Claus Hans sowie der Landwirt Jürgen Jöns, zugleich Kreisvorstandsmitglied des schleswig-holsteinischen Bauernbundes und schließlich der Gastwirt Albert Zerrahn. Für Claus Hans rückte 1932 Peter Börnsen, Mitglied des Deutschen Reichstags von 1933–1945, nach.
Zahlreiche NSDAP-Versammlungen in den Herbstmonaten 1929 und 1930 führten zu steigenden Ortsgruppengründungen. Bis Ende 1929 gab es im Kreis Schleswig 18 NSDAP-Ortsgruppen mit 912 Mitgliedern, im Juni 1930 waren es 22 mi 990 Mitgliedern und Ende Januar 1933 3.525 Mitglieder, davon gehörten 1.070 der SA, und weitere 95 verschiedenen SS-Abteilungen an.
Nach der Machtergreifung am 30. Januar 1933 kam es zur Gleichschaltung der Kreisverwaltung. Kreisleiter Joachim Meyer-Quade verkündete wenige Wochen später, dass diejenigen, die im Wege stehen und sich widersetzten, verschwinden müssten. Die meisten von ihnen wurden ersetzt durch Angehörigen der „Alten Garde“ der NSDAP, so auch im Kreis Schleswig, wie z. B. Albert Zerrahn, Otto Gestefeld, Erich Hasse und der vor keiner Gewaltanwendung zurückschreckenden Haudegen und späterer Schleswiger Kreisleiter Ernst Kolbe, und schließlich der Landrat in Schleswig von 1934–1945 Hans Kolbe, der bekannt wurde wegen seines rücksichtslosen Verhaltens gegenüber Kriegsgefangenen und Zwangsarbeitern zwischen 1941 und 1945.
Für die Verhafteten begann ein traumatischer Leidensweg, der viele zunächst in das eilends eingerichtete Konzentrationslager KZ Kuhlen bei Bad Segeberg führte. Als dieses zum Oktober 1933 aufgelöst wurde, wurden 15 vormals in Schleswig inhaftierte Häftlinge ins KZ Papenburg im Emsland verfrachtet. Kurz darauf begann die Verfolgung der Juden und weiterer Andersdenkender mit dem gewaltsamen Boykott jüdischer Läden, z. B. in Kappeln und der Gemeinde Idstedt mit sog. „Prangermärschen“.

### Nachkriegszeit
Am 26. April 1970 wurden die Gemeinden Mehlby und Toesdorf aus dem Kreis Flensburg-Land sowie Kopperby aus dem aufgelösten Kreis Eckernförde in den Kreis Schleswig eingegliedert. Gleichzeitig gab der Kreis die Gemeinde Langstedt an den Kreis Flensburg-Land sowie die Stadt Friedrichstadt und die Gemeinden Seeth und Drage an den Kreis Nordfriesland ab.
Die Zahl der Gemeinden des Kreises, die 1939 noch 103 betragen hatte, wurde durch Zusammenschlüsse und Eingemeindungen bis März 1974 auf 79 verringert.
Am 24. März 1974 wurde der Kreis Schleswig mit dem Kreis Flensburg-Land zum Kreis Schleswig-Flensburg zusammengeschlossen.

## Einwohnerentwicklung

### Kreis
| Jahr | Einwohner | Quelle |
| ---- | --------- | ------ |
| 1867 | 60.270    | [ 15 ] |
| 1900 | 66.603    | [ 13 ] |
| 1910 | 71.987    | [ 13 ] |
| 1925 | 70.109    | [ 13 ] |
| 1939 | 73.627    | [ 13 ] |
| 1946 | 133.971   | [ 16 ] |
| 1950 | 127.798   | [ 13 ] |
| 1960 | 98.200    | [ 13 ] |
| 1970 | 100.000   | [ 17 ] |
| 1973 | 101.400   | [ 18 ] |

### Städte und größere Gemeinden
Angegeben werden die Fläche 1970 in ha und die Einwohner in den Jahren 1900, 1919, 1939, 1950, 1961, 1970 (Volkszählungsergebnisse).
Städte
| Stadt     | ha 1970 | 1900   | 1919   | 1939   | 1950   | 1961   | 1970   |
| --------- | ------- | ------ | ------ | ------ | ------ | ------ | ------ |
| Arnis     | 45      | 500    | 566    | 534    | 954    | 758    | 523    |
| Kappeln   | 381     | 2.384  | 2.646  | 2.834  | 5.004  | 4.476  | 4.031  |
| Schleswig | 2430    | 17.910 | 16.923 | 26.051 | 36.247 | 33.766 | 32.518 |

Gemeinden mit mehr als 1000 Einwohnern
| Gemeinde     | ha 1970 | 1900 | 1919 | 1939 | 1950 | 1961 | 1970 |
| ------------ | ------- | ---- | ---- | ---- | ---- | ---- | ---- |
| Böklund      | 788     | 540  | 643  | 647  | 1108 | 934  | 1148 |
| Busdorf      | 536     | 577  | 635  | 740  | 1456 | 1135 | 1474 |
| Dannewerk    | 1690    | –    | –    | 586  | 1024 | 702  | 861  |
| Erfde        | 2629    | 1399 | 1566 | 1662 | 2473 | 1821 | 1844 |
| Fahrdorf     | 1202    | 377  | 389  | 390  | 746  | 733  | 1392 |
| Hollingstedt | 1759    | 740  | 788  | 722  | 1267 | 835  | 844  |
| Jübek        | 1115    | 536  | 792  | 870  | 1226 | 958  | 1100 |
| Kopperby     | 2613    | 266  | 254  | 454  | 1556 | 1492 | 3611 |
| Kropp        | 3270    | 1413 | 1473 | 1737 | 3679 | 3468 | 4085 |
| Meggerdorf   | 2356    | 352  | 341  | 899  | 1089 | 769  | 715  |
| Mehlby       | 1306    | 431  | 595  | 1078 | 1962 | 1522 | 1553 |
| Mohrkirch    | 1440    | –    | –    | –    | –    | –    | 1134 |
| Norderstapel | 1591    | 687  | 755  | 660  | 1103 | 741  | 715  |
| Satrup       | 2395    | 615  | 786  | 1089 | 2079 | 1745 | 2837 |
| Schuby       | 2358    | 715  | 737  | 731  | 1666 | 1140 | 1630 |
| Silberstedt  | 2329    | 716  | 719  | 733  | 1687 | 989  | 1003 |
| Steinfeld    | 873     | 597  | 632  | 563  | 1060 | 652  | 632  |
| Stolk        | 1454    | 674  | 690  | 596  | 1064 | 751  | 757  |
| Struxdorf    | 1337    | 629  | 652  | 672  | 1199 | 730  | 710  |
| Süderbrarup  | 810     | 1358 | 1983 | 2384 | 4294 | 3261 | 3282 |
| Süderstapel  | 1696    | 795  | 851  | 765  | 1303 | 921  | 1024 |
| Taarstedt    | 1369    | 425  | 385  | 817  | 1434 | 871  | 895  |
| Tolk         | 1047    | 565  | 613  | 792  | 1285 | 930  | 975  |
| Treia        | 2175    | 878  | 967  | 936  | 1863 | 1180 | 1148 |

## Landräte
- 1867–188800Hugo von Plessen
- 1888–190000Carl von Fidler
- 1900–190900Kurt von Alten
- 1910–191900Fred Hagedorn
- 1919–193300Gerhard Werther
- 1933–193300Joachim Meyer-Quade[19]
- 1933–193500Roland Siegel[20]
- 1935–194500Hans Kolbe[21]
- 19450000000Bernhard Rogge
- 1945–194600Hans Hinrichs
- 1946–195700Johannes Hagge, CDU, ab 1953 FDP
- 1957–197200Hans Heinrich Kühl
- 1972–197400Gernot Korthals

## Gemeinden 1974
Vor seiner Auflösung am 24. März 1974 gehörten dem Kreis Schleswig zuletzt die folgenden 79 Gemeinden an:
|  | Alt Bennebek Arnis, Stadt Bergenhusen Böel Böklund Bollingstedt Boren Borgwedel Börm Brarupholz Brebel Brodersby Busdorf Dannewerk Dollrottfeld Dörpstedt Ekenis Ellingstedt Erfde Esperstoft | Fahrdorf Friedrichsau Gammellund Geltorf Goltoft Grödersby Groß Rheide Havetoft Havetoftloit Hollingstedt Hüsby Idstedt Jagel Jübek Kappeln, Stadt Kiesby Klappholz Klein Bennebek Klein Rheide Kropp | Loit Lottorf Lürschau Meggerdorf Mohrkirch Neuberend Norderbrarup Norderstapel Nottfeld Nübel Oersberg Rabenkirchen-Faulück Rüde Rügge Satrup Saustrup Schaalby Scheggerott Schleswig, Stadt Schnarup-Thumby | Schuby Selk Silberstedt Steinfeld Stolk Struxdorf Süderbrarup Süderfahrenstedt Süderstapel Taarstedt Tetenhusen Tielen Tolk Treia Twedt Uelsby Ulsnis Wagersrott Wohlde |

## Ehemalige Gemeinden
Die folgende Liste enthält die Gemeinden des Kreises Schleswig, die während seines Bestehens in andere Gemeinden eingegliedert wurden oder aus dem Kreis ausschieden:
| Gemeinde            | eingemeindet nach        | Datum             |
| ------------------- | ------------------------ | ----------------- |
| Arenholz            | Lürschau                 | 1. Oktober 1938   |
| Bargen              | Erfde                    | 1. September 1971 |
| Berend              | Nübel                    | 1. Januar 1974    |
| Böelschuby          | Böel                     | 1. Januar 1974    |
| Brekling            | Brekling-Nübel           | 1. Januar 1971    |
| Buschau             | Twedt                    | 1. August 1970    |
| Dammholm            | Havetoftloit             | 28. Februar 1970  |
| Drage               | zum Kreis Nordfriesland  | 26. April 1970    |
| Esmark              | Satrup                   | 28. Februar 1970  |
| Faulück             | Rabenkirchen-Faulück     | 1. April 1971     |
| Friedrichsanbau     | Klein Bennebek           | 1. Oktober 1938   |
| Friedrichstadt      | zum Kreis Nordfriesland  | 26. April 1970    |
| Friedrichswiese     | Kropp                    | 1. April 1938     |
| Füsing              | Schaalby                 | 1. Januar 1974    |
| Geel                | Brodersby                | 1. Februar 1974   |
| Groß Dannewerk      | Dannewerk                | 1. Oktober 1938   |
| Grumby              | Twedt                    | 1. August 1970    |
| Hostrup             | Havetoft                 | 1. Februar 1974   |
| Ketelsby            | Boren                    | 1. Februar 1974   |
| Kius                | Ulsnis                   | 1. Februar 1974   |
| Klein Dannewerk     | Dannewerk                | 1. Oktober 1938   |
| Klosterhof          | Schleswig                | 1. Oktober 1936   |
| Kopperby 1          | Kappeln                  | 1. Januar 1974    |
| Kurburg             | Dannewerk                | 1. Oktober 1938   |
| Langstedt           | zum Kreis Flensburg-Land | 26. April 1970    |
| Lindau              | Boren                    | 1. Februar 1974   |
| Mehlby 2            | Kappeln                  | 1. Januar 1974    |
| Mohrkirchosterholz  | Mohrkirch                | 1. Januar 1970    |
| Mohrkirchwesterholz | Mohrkirch                | 1. Januar 1970    |
| Moldenit            | Schaalby                 | 1. Januar 1974    |
| Neubörm             | Börm                     | 1. Oktober 1938   |
| Niederselk          | Selk                     | 1. April 1938     |
| Nübel 3             | Brekling-Nübel           | 1. Januar 1971    |
| Obdrup              | Satrup                   | 28. Februar 1970  |
| Oberselk            | Selk                     | 1. April 1938     |
| Rabenkirchen        | Rabenkirchen-Faulück     | 1. April 1971     |
| Rehberg             | Satrup                   | 28. Februar 1970  |
| Sankt Jürgen        | Schleswig                | 1. Oktober 1936   |
| Schnarup            | Schnarup-Thumby          | 28. Februar 1970  |
| Scholderup          | Taarstedt                | 1. Oktober 1938   |
| Seeth               | zum Kreis Nordfriesland  | 26. April 1970    |
| Stexwig             | Borgwedel                | 1. Oktober 1938   |
| Thumby              | Schnarup-Thumby          | 28. Februar 1970  |
| Toesdorf 2          | Oersberg                 | 1. Januar 1971    |
| Tolkschuby          | Tolk                     | 1. April 1942     |
| Torsballig          | Havetoftloit             | 1. Januar 1974    |
| Westerakeby         | Taarstedt                | 1. Oktober 1938   |

## Kfz-Kennzeichen
Am 1. Juli 1956 wurde dem Kreis bei der Einführung der bis heute gültigen Kfz-Kennzeichen das Unterscheidungszeichen SL zugewiesen. Es wird im Kreis Schleswig-Flensburg durchgängig bis heute ausgegeben.